# جان پیتر آلتجلد
جان پیتر آلتجلد (John Peter Altgeld) (زادهٔ ۳۰ دسامبر ۱۸۴۷ – درگذشتهٔ ۱۲ مارس ۱۹۰۲)، سیاستمدار آمریکایی و بیستمین فرماندار ایلینوی بود که از ۱۸۹۳ تا ۱۸۹۷ میلادی در این سمت خدمت کرد. از دهه ۱۸۵۰ تا آن زمان، وی نخستین فرماندار دموکرات این ایالت بود. این شخصیت پیشتاز جنبش ترقی‌خواهی، قوانین ایمنی محیط کاری و کودکان کار را امضاء کرد، سه نفر از مردانی که در ماجرای های‌مارکت محکوم شده بودند را عفو نمود و در ۱۸۹۴ میلادی درخواست‌ها برای درهم‌شکستن اعتراض پولمن با به‌کارگیری زور را رد کرد. در ۱۸۹۶ میلادی، وی یکی از رهبران شاخه ترقی‌خواه حزب دموکرات بود که با رئیس‌جمهور گروور کلیولند و دموکرات‌های محافظه‌کار مخالفت نمود. او در انتخابات ۱۸۹۶ برای دور دوم فرمانداری که پُر از پیکار خصمانه و شدید بود، شکست خورد.
آلتجلد در کشور آلمان به‌دنیا آمده و در مزرعه‌ای در غرب‌میانه آمریکا بزرگ شد. پس از مدتی خدمت در ارتش اتحادیه در ایام جوانی، آلتجلد در میزوری در رشته حقوق درس خواند، همزمان با آموزش خود به عنوان کارگر، کار کرد و در این زمان در سیاست‌های ترقی‌خواهی دخیل شد. قبل از اینکه وی به عنوان فرماندار انتخاب شود، یک دفتر حقوقی در شیکاگو باز نموده و به عنوان وکیل کار نمود، وارد کسب‌وکار ساخت املاک و مستغلات شد و بعداً به عنوان قاضی خدمت کرد. او با ایما فورد ازدواج کرده بود. او که اغلب از وضعیت سلامت خوبی برخودار نبود، در سن ۵۴ سالگی، در جریان کار در دفتر حقوقی کلارنس دارو درگذشت.

## اوایل زندگی
آلتجلد در شهرک زتلرز در وستروالد، آلمان به‌دنیا آمد و نخستین پسر جان پی. و مری آلتجلد بود. والدین وی زمانی که او ۳ ماهه بود، آلمان را ترک کرده و نوزادشان را با خود آوردند. آنها در مزرعه‌ای در نزدیکی منسفیلد، اوهایو ساکن شدند. او در سن ۱۶ سالگی خانه را ترک نموده و به ارتش اتحادیه پیوست؛ او با تقلب سن خود توانست در هنگ ۱۶۴ام پیاده اوهایو (گارد ملی) ثبت نام نماید. هنگ آلتجلد به عنوان یک واحد ذخیره در ویرجینیا خدمت کرد، کارهای عمومی و مأموریت‌های اکتشافی را انجام می‌داد و تنها در یک زدوخورد شرکت کرد. آلتجلد خود نزدیک بود بر اثر تب بمیرد. پس از آن، او در مزرعه پدر خود مشغول کار شد، در کتابخانه همسایه مطالعه نموده و در یک مدرسه خصوصی در لکزینگتون، اوهایو آموزش دید و بعداً برای دو سال در مدرسه‌ای تدریس کرد.
پس از آموزش برای مدت کوتاه در دانشکده الهیات اوهایو، او با پای پیاده به میزوری رفت و در آنجا به آموزش در رشته حقوق پرداخت و وکیل مدافع شد، وی همزمان با آموزش خود در ساخت و ساز راه‌آهن نیز به عنوان کارگر کار کرد. او که بر اثر آب و هوا و کار شاقه در اوهایو بیمار شده بود، به کانزاس و آیووا رفته و برای مدتی در آنجا سرگردان ماند تا اینکه در سوانا، میزوری به عنوان معلم و کارگر مزرعه شروع به کار کرد. در آنجا، او در یک بنگاه حقوقی خصوصی شروع به کار کرد که در ۱۸۷۱ میلادی مجوز وکالت در شهرستان اندرو را دریافت کرد. او در دانشگاه آموزش ندیده بود. مدرسه حقوقی دانشگاه که او باید درس می‌خواهند حتی تا ۱۸۷۲ میلادی تأسیس نشده بود، یک سال قبل از اینکه او مجوز کار به عنوان وکیل را دریافت کند. آلتجلد برای نخستین بار در سوانا وارد سیاست شد. وی در آنجا به عنوان دادستان شهر خدمت نمود و بعداً به عنوان دادستان ایالات در این شهرستان انتخاب شد، اما پس از مدت یک سال، دو-دوره، از این سمت استعفا داد.
در ۱۸۷۵ میلادی، آلتجلد به شیکاگو نقل مکان نمود، به این امید که حرفه حقوقی خود را در آنجا ادامه دهد. او به‌طور مداوم از خانه‌اش در اوهایو دیدار می‌کرد. وی در ۱۸۷۷ میلادی با ایما فورد، دختر جان فورد و روث اسمیت، در شهرستان ریچلند، اوهایو ازدواج کرده بود.
حرفه حقوقی آلتجلد به سمت موفقیت در حال حرکت بود و تا ۱۸۸۰ میلادی او به‌طور مستقل به عنوان وکیل کار می‌کرد. با این حال، چیزی که او را ثروتمند کرد، معاملات املاک و مستغلات و پروژه‌های توسعه‌ای، از جمله املاک مسکونی و دفاتر در شیکاگو و خط واگن برقی در نیوارک، اوهایو بود. چشمگیرترین پروژه وی ساختمان یونیتی (۱۸۹۱ میلادی) بود، یک ساختمان دفتری ۱۶ طبقه‌ای که در زمان خود بلندترین ساختمان در شیکاگو محسوب می‌شد. در ژانویه ۱۸۹۰، آلتجلد یک قسمت اعظم از مکانی که حالا به‌نام جاده نورت داربون ۱۲۷ یاد می‌شود را در مرکز شیکاگو خریداری نموده و شرکت یونیتی را تأسیس نمود تا ساختمان یونیتی آینده را ساخته و مدیریت نماید. او بدون اینکه همه ابعاد را سنجیده باشد، تمام ثروت خود را در این کار سرمایه‌گذاری نمود و کار ساخت و ساز تا مدتی از آنچه انتظار می‌رفت سریع‌تر جریان داشت. با این حال، این کار منتج به یک اشتباه ۱۰۰٬۰۰۰ دلاری شده و بیشتر چهارچوبه ساختمان باید دوباره ساخته می‌شد. اشتباه دیگری که آلتجلد مرتکب شد، این بود که مبلغ ۴۰۰٬۰۰۰ دلار از جان آر. والش، رئیس شرکت جنینگز تراست و بانک ملی شیکاگو وام گرفته بود. مسائل فنی این قرارداد مشکلات زیادی به آلتجلد در پی داشت. در نهایت، یک قرارداد جدید امضاء شد، اما آلتجلد تنها می‌توانست ۳۰۰٬۰۰۰ دلار از والش وام بگیرد. آلتجلد بالاخره بقیه پول را خودش گردآوری نموده و کار ساخت ساختمان یونیتی را به اتمام رساند. در ۱۸۹۳ میلادی، او اظهار داشت که از میان تمامی دستاوردهایش، ساختمان یونیتی بیشترین رضایت خاطر را به وی داده‌است.
آلتجلد میلیونر شد و زمانی که او در انتخابات فرمانداری شرکت نمود، شش ساختمان در شیکاگو داشت.

## اوایل حرفه سیاسی
براساس یادداشت مورخ فیلیپ درای، نام آلتجلد «مترادف به سرآغاز عصر ترقی است». نخستین سمت دولتی وی، دادستان شهر در سوانا، میزوری بود و او در این مقام خود مقررات شهرداری را دوباره نوشت. هنگام زندگی در میزوری، آلتجلد در جنبش گرانگر و حزب دموکرات دخیل شد و در ۱۸۷۴ میلادی به عنوان دادستان ایالت برای این شهرستان انتخاب گردید. آنگونه که آلتجلد بعدتر نوشت، او به‌زودی از نظام عدالت کیفری ناامید شده و پس از تنها یک سال از آن سمت استعفا داد.
آلتجلد تصمیم گرفت تا در انتخابات ۱۸۸۴ کنگره در مقابل متصدی جورج آدامز از حوزه انتخابیه کنگره‌ای چهارم ایلینوی خود را نامزد کند. همان سال، او رساله‌ای را در مورد اصلاحات سیستم جزایی تحت عنوان ماشین جزایی ما و قربانیان آن، منتشر نمود. رساله وی استدلال نمود که محکومیت حبس به‌جای اینکه مجرمین را اصلاح سازد، مجرمین را قویتر می‌کند. هرچند این ناحیه به‌طور گسترده‌ای جمهوری‌خواه بود، اما آدامز توانست تنها با هشت پاینت (۵۴ در مقابل ۴۶ درصد) رقیب جمهوری‌خواه خود را شکست دهد، نمایش بهتری نسبت به آنچه دموکرات معروف لامبرت تری دو سال پیشتر به نمایش گذاشته بود. آنگونه که یکی از رهبران جمهوری‌خواه بازگو می‌کند، «او (آلتجلد) انتخاب نشده بود، بلکه کمیته اجرائی ما از تبلیغ انتخاباتی قوی که وی انجام داده بود، بیش از حد ترسیده بودند».
در ۱۸۸۶، وی به عنوان قاضی دادگاه عالی شهرستان کوک انتخاب گردیده و تا ۱۸۹۱ میلادی در این سمت خدمت کرد.